# Parafia Trójcy Świętej w Anchorage
Parafia Trójcy Świętej w Anchorage – parafia prawosławna w Anchorage. Jedna z 10 parafii tworzących dekanat misyjny Anchorage diecezji Alaski Kościoła Prawosławnego w Ameryce. Działa od 1991. 